# U 378 (Kriegsmarine)
De U 378 was een Duitse U-boot van de Kriegsmarine tijdens de Tweede Wereldoorlog. Hij was van het veel voorkomende VIIC-klasse U-boot.
Hij stond onder commando van kapitein-luitenant-ter-zee Erich Mäder.

## Ondergang
De U 378 werd tot zinken gebracht op 20 oktober 1943 in het noorden van de Atlantische Oceaan in positie 47° 40′ 0″ NB, 28° 27′ 0″ WL door dieptebommen van Grumman TBF Avenger torpedobommenwerpers en begeleidende Grumman F4F Wildcat-jachtvliegtuigen van de Amerikaanse escorte-vliegkampschip USS Core (CVE-13). Er vielen 48 doden waaronder hun commandant Erich Mäder.

## Commandanten
- 30 Okt. 1941 - 11 Okt. 1942:   Alfred Hoschatt
- 18 Juni 1942 - 10 Sep. 1942:   Peter Schrewe
- 10 Sep. 1942 - 11 Okt. 1942:   Kptlt. Hans-Jürgen Zetzsche (in opleiding)
- 12 Okt. 1942 - 20 Okt. 1943:   Kptlt. Erich Mäder (+)